# 我與妻子的1778個故事
《我與妻子的1778個故事》，是2011年1月15日上映的日本电影，根据科幻作家眉村卓與2002年去世的妻子悦子的真实故事改编。

## 故事大綱
身為作家的丈夫（草彅剛 飾）得知妻子（竹内結子 飾）罹患末期癌症之後，決定每天為她寫下一則故事，以帶給她勇敢對抗病魔的精神鼓舞，而原本被醫生宣布只剩一年壽命的妻子，竟然奇蹟似地延續了五年的生命，在這段期間他一共創作了1778篇引人入勝的短篇小說。

## 演员
- 牧村朔太郎 - 草彅剛
- 牧村節子 - 竹内結子
- 滝沢蓮 - 谷原章介
- 滝沢美奈 - 吉瀬美智子
- 新美健太郎 - 陰山泰
- 清潔員 - 高橋昌也
- 野々垣佳子 - 佐々木すみ江
- 新聞の集金人 - 小日向文世
- 玩具店老闆 - 浅野和之
- 朔太郎の父 ‐ 山浦栄
- 朔太郎の母 ‐ 今本洋子
- 松下照夫 - 大杉漣
- 片岡晴子 - 風吹ジュン

## 外部連結
- 《僕と妻の1778の物語》官方網站